# De Dion-Bouton Type BY

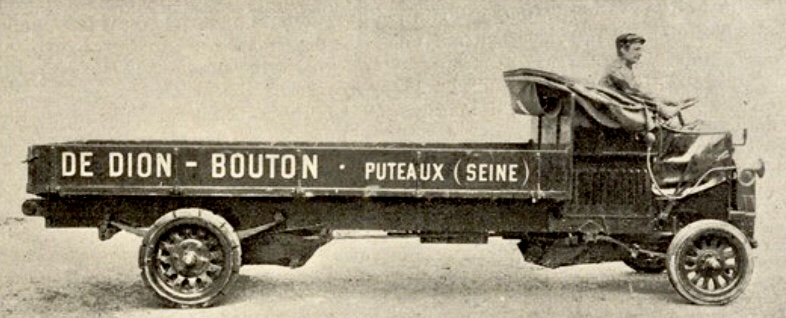
De Dion-Bouton Type BY

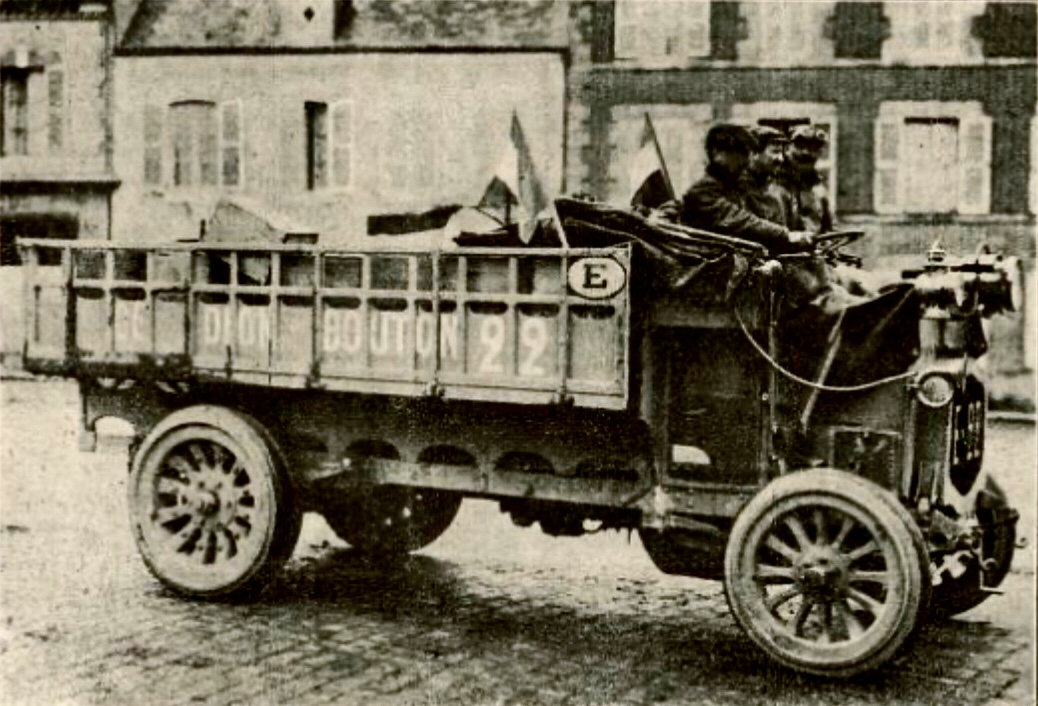
De Dion-Bouton Type BY Nr. 22 bei der Vergleichsfahrt des Kriegsministeriums im November 1909

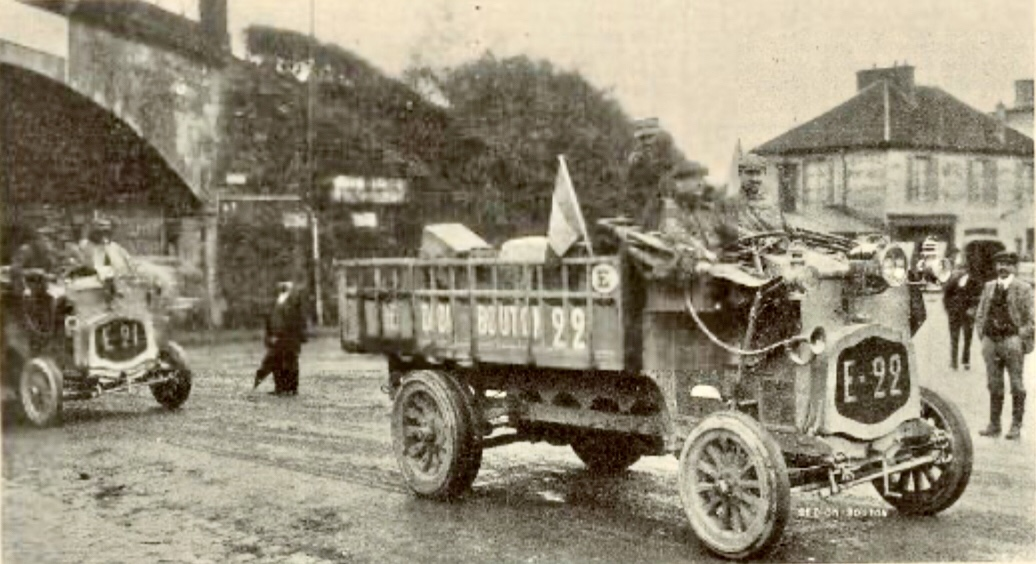
De Dion-Bouton Type BY Nr. 22 vor Nr. 21 bei der Vergleichsfahrt des Kriegsministeriums im November 1909

Der De Dion-Bouton Type BY ist ein Lastkraftwagen aus der Anfangszeit des 20. Jahrhunderts. Hersteller war De Dion-Bouton aus Frankreich.

## Beschreibung
Als Bauzeit wird 1909 bis 1910 angegeben.
Der Wagen hatte einen Vierzylindermotor mit einem Hubraum von 3053 cm³, 90 mm Bohrung und 120 mm Hub. Er war in Frankreich mit 18 Cheval fiscal (Steuer-PS) eingestuft. 
Die Pritsche war 1800 mm breit und je nach Ausführung bis zu 4200 mm lang; die 1800 mm der Pritsche waren die größte Fahrzeugbreite. Der Radstand bei der kurzen Ausführung betrug 3900 mm und 4120 mm bei der langen. Die Räder hatten vorn einen Durchmesser von 700 mm, hinten 800 mm. Die Blattfedern der Hinterachse waren 1400 mm lang. Die Zuladung lag bei 3000 kg. 
Das Differential hatte eine Untersetzung von 22 Zähnen auf 72 Zähne und betrug somit 1 : 3,27. Das Getriebe hatte drei Gänge. Die Höchstgeschwindigkeit betrug im 1. Gang 7 km/h, im 2. Gang 14 km/h und im 3. Gang 23 km/h. 
Zwei Fahrzeuge Nummer des Typs BY (21 und der Nummer 22) nahmen im November 1909 erfolgreich an einer Leistungsfahrt des Kriegsministeriums teil. Bis Anfang des Jahres 1910 stellte De Dion-Bouton 30.000 Fahrgestelle seit Unternehmensgründung her.
Der Verkaufspreis des Typs BY lag bei 13.500 Francs.